# Muzeum Calousta Gulbenkiana
Muzeum Calousta Gulbenkiana (portugalsky Museu Calouste Gulbenkian) je muzeum umění v Lisabonu, vystavující díla antického, orientálního i evropského umění. Základem sbírek je kolekce arménského podnikatele a sběratele Calousta Gulbenkiana, který zemřel roku 1955; muzeum pak otevřelo roku 1969. Muzeum disponuje asi 60 000 uměleckými předměty, z nichž je vystaven jen zlomek. V evropské části muzea jsou zastoupeni autoři jako Domenico Ghirlandaio, Peter Paul Rubens, Rembrandt, Auguste Rodin, Jean Baptiste Carpeaux, Jean-Antoine Houdon, Renoir, Dirk Bouts, Vittore Carpaccio, Giambattista Cima da Conegliano, Antoon van Dyck, Corot, Degas, Jean-Marc Nattier, George W. Romney, Stefan Lochner, Maurice Quentin de La Tour, Édouard Manet, Henri Fantin-Latour, Claude Monet, Jean-François Millet, Edward Burne-Jones, Thomas Gainsborough, William Turner, Jean-Honoré Fragonard, Giovanni Battista Moroni, Frans Hals, Ruisdael, Francois Boucher, Nicolas de Largillière, Andrea della Robbia, Pisanello, Jean-Baptiste Pigalle, Antonio Rossellino, André-Charles Boulle, Charles Cressent, Jean-Francois Oeben, Jean Henri Riesener, Charles Spire, Jean Deforges, René Lalique a François-Thomas Germain.

## Galerie

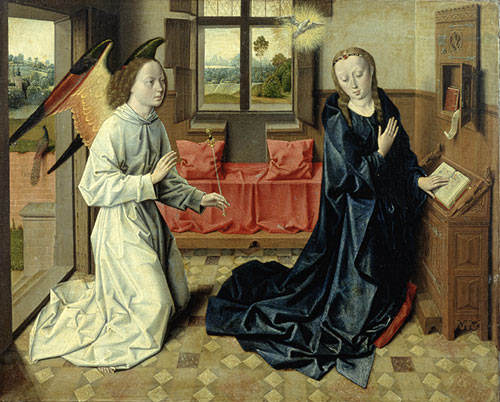
Dirk Bouts, Zvěstování (kolem 1465-1470)
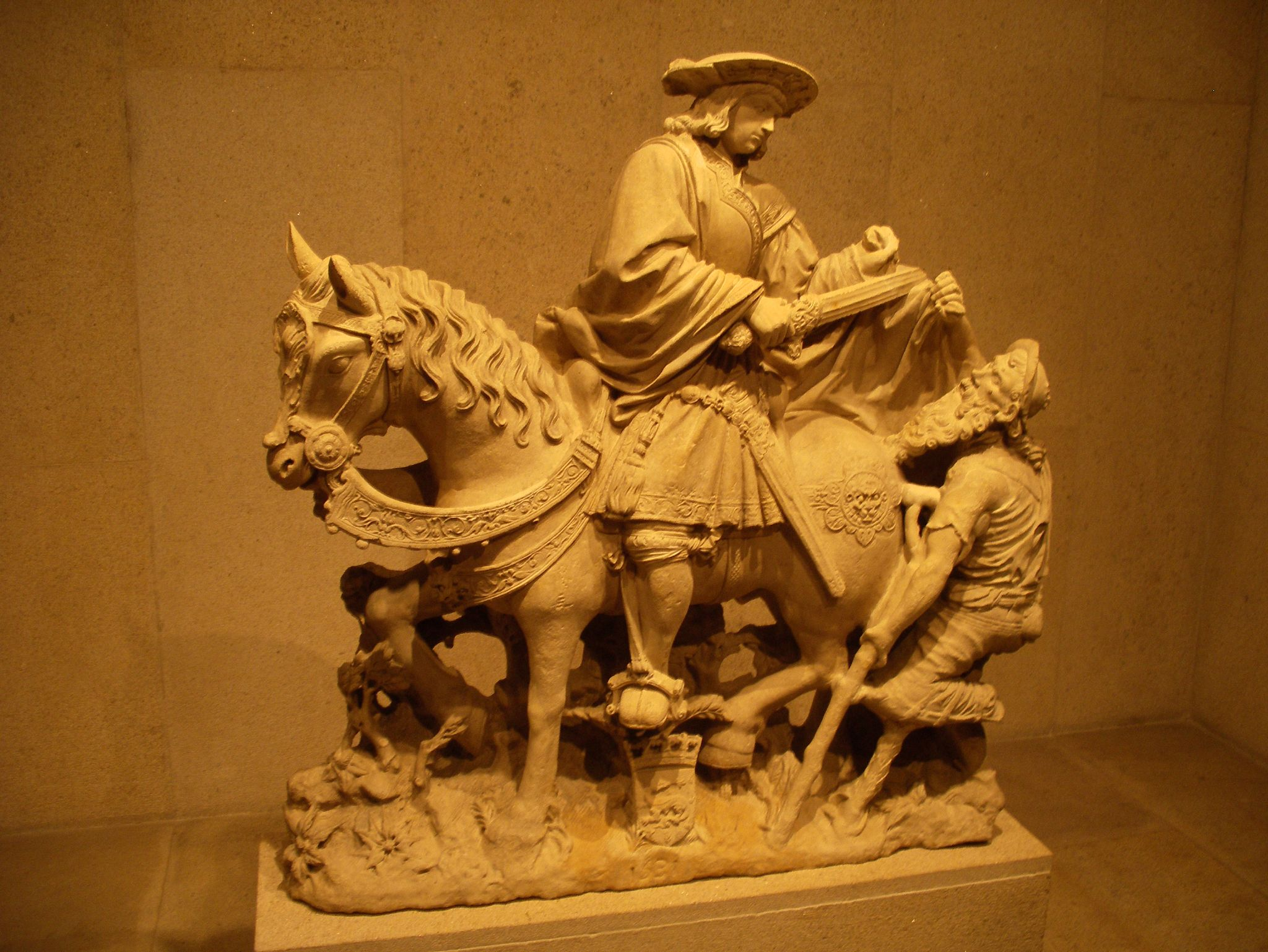
Sv. Martin (1531)
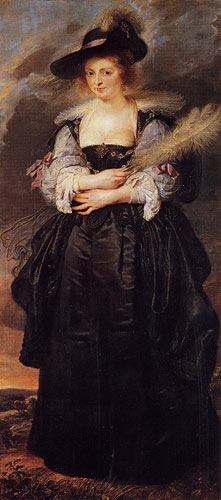
Peter Paul Rubens, Helena Fourmentová (1630-1632)
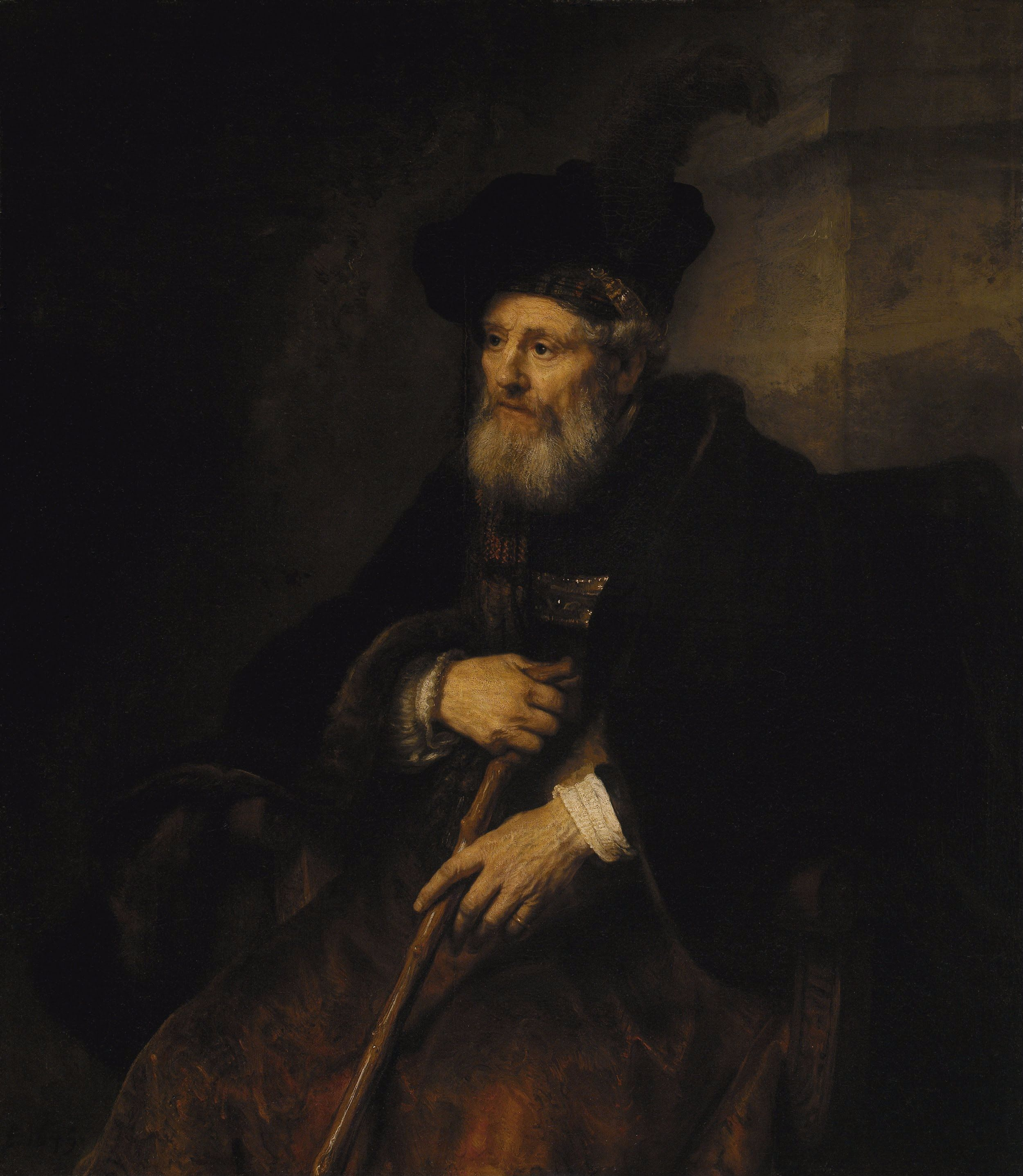
Rembrandt, Portrét starce (1645)
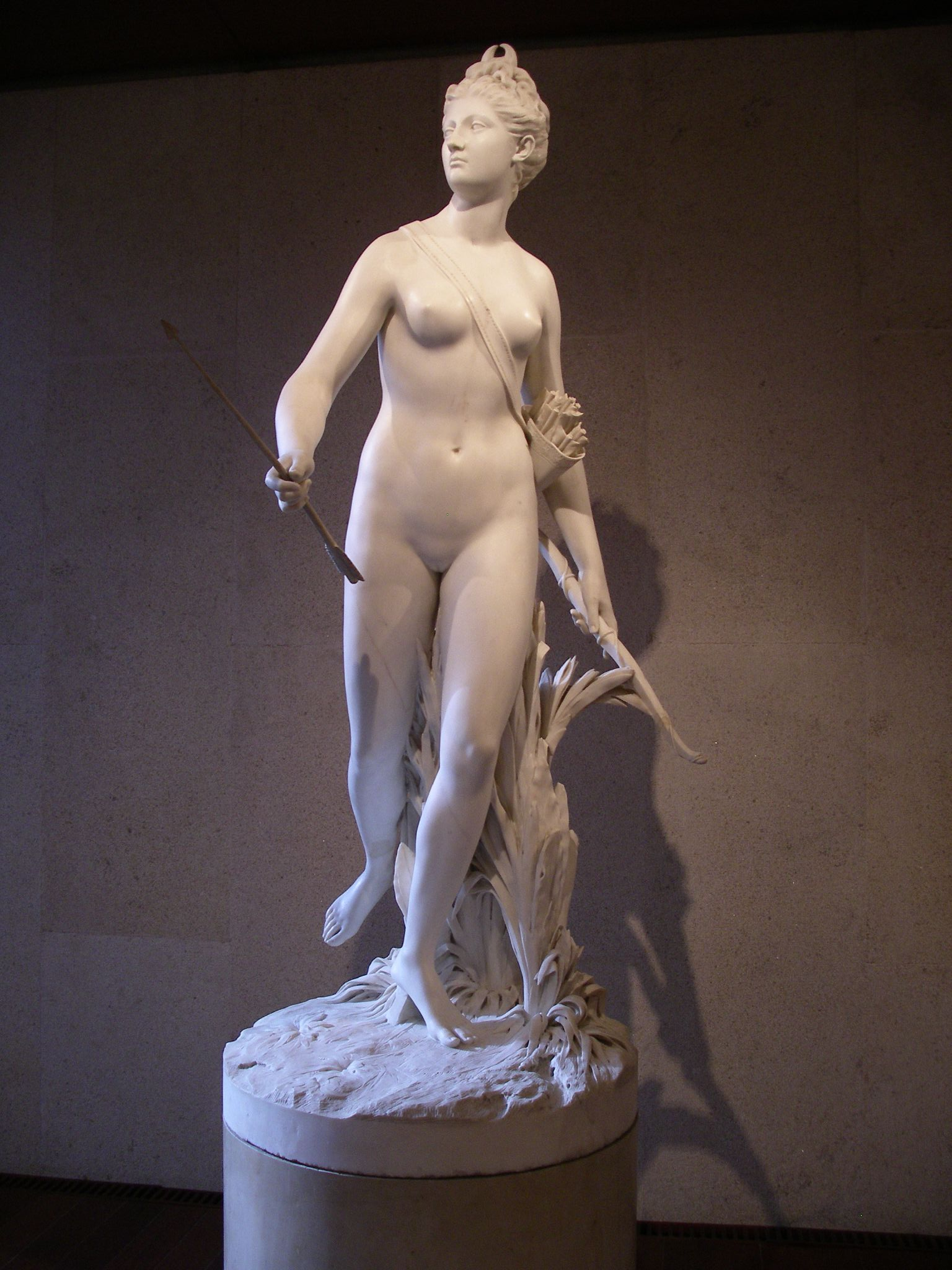
Jean-Antoine Houdon, Diana (1780)
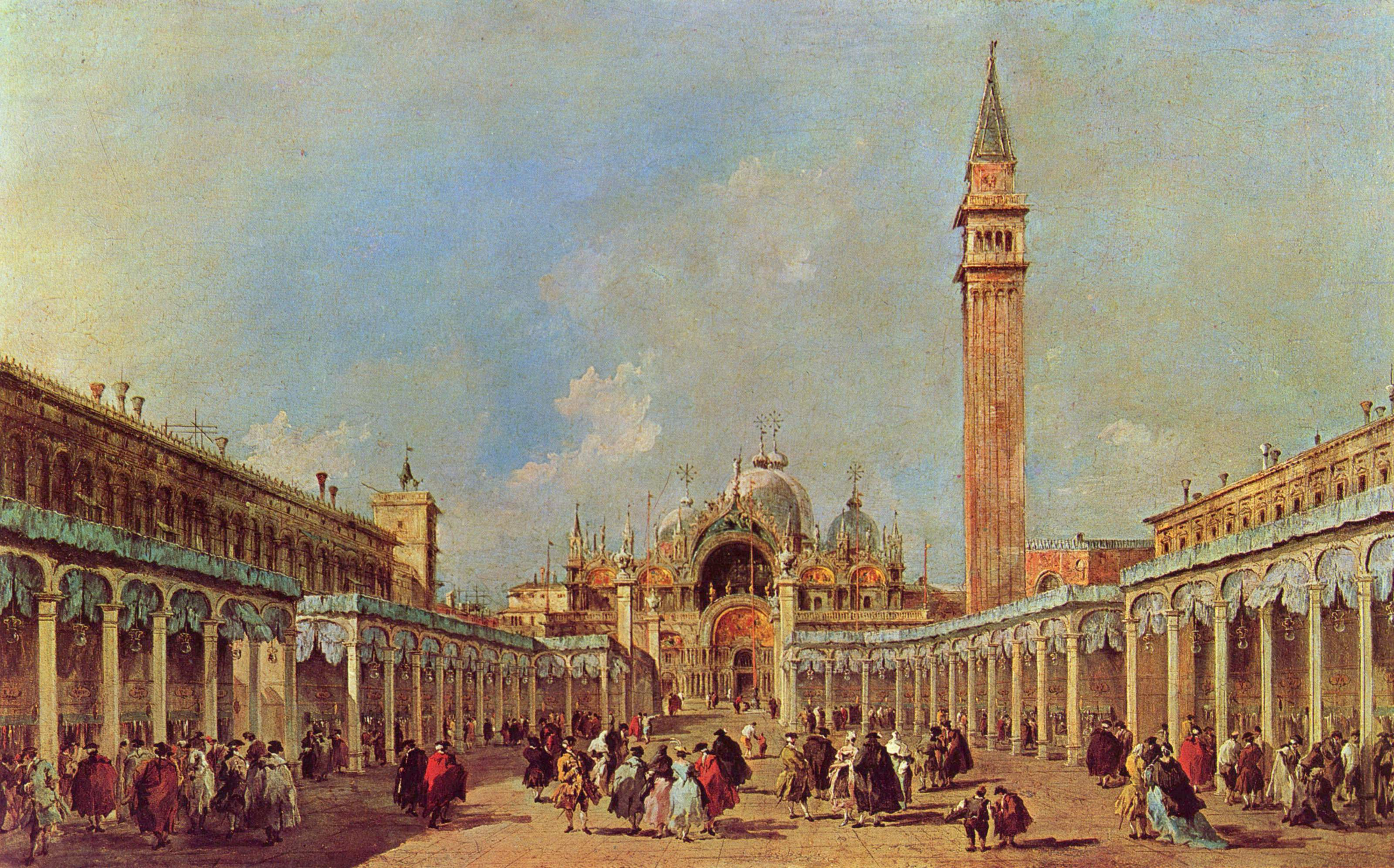
Francesco Guardi, Slavnostn Nanebevstoupení na náměstí sv. Marka (2. pol. XVIII. stol)
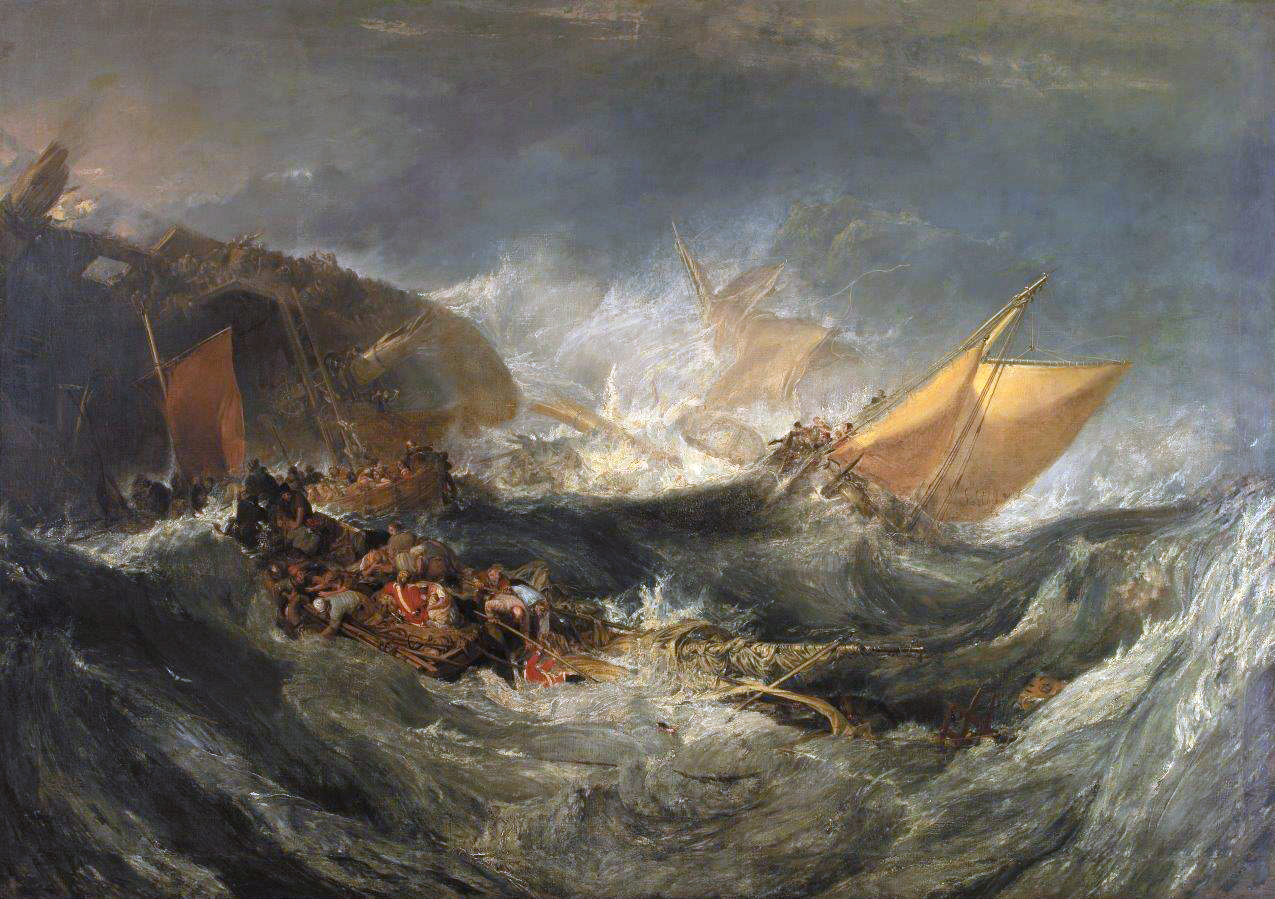
William Turner, Katastrofa llodi Minotaurus (1805)
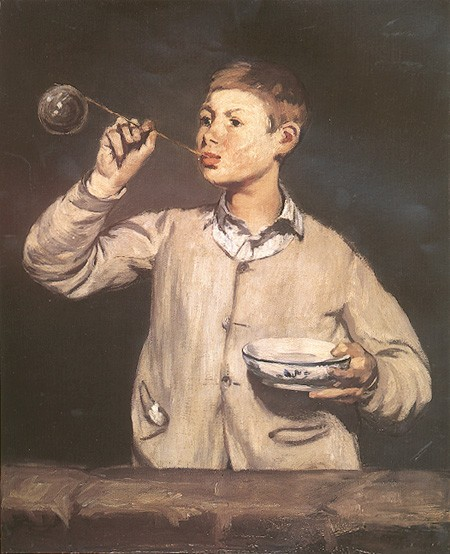
Edouard Manet, Chlapec foukající bubliny (1867)
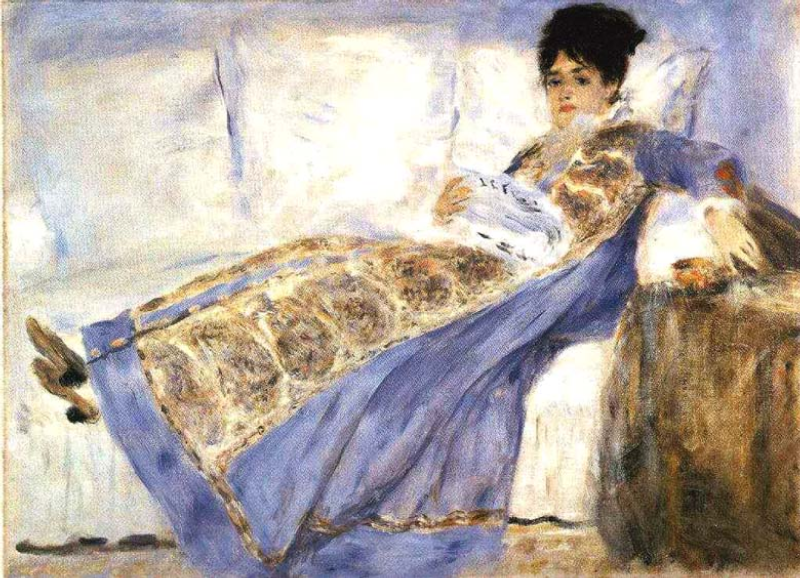
Pierre-Auguste Renoir, Žena čtoucí Le Figaro (1872)
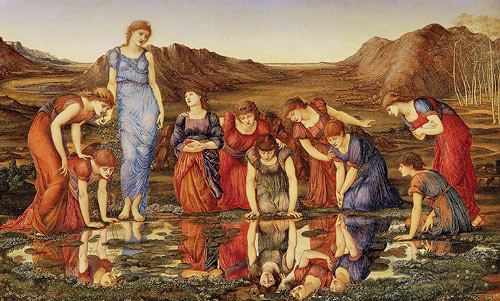
Edward Burne-Jones, Venušino zrcadlo (1875)
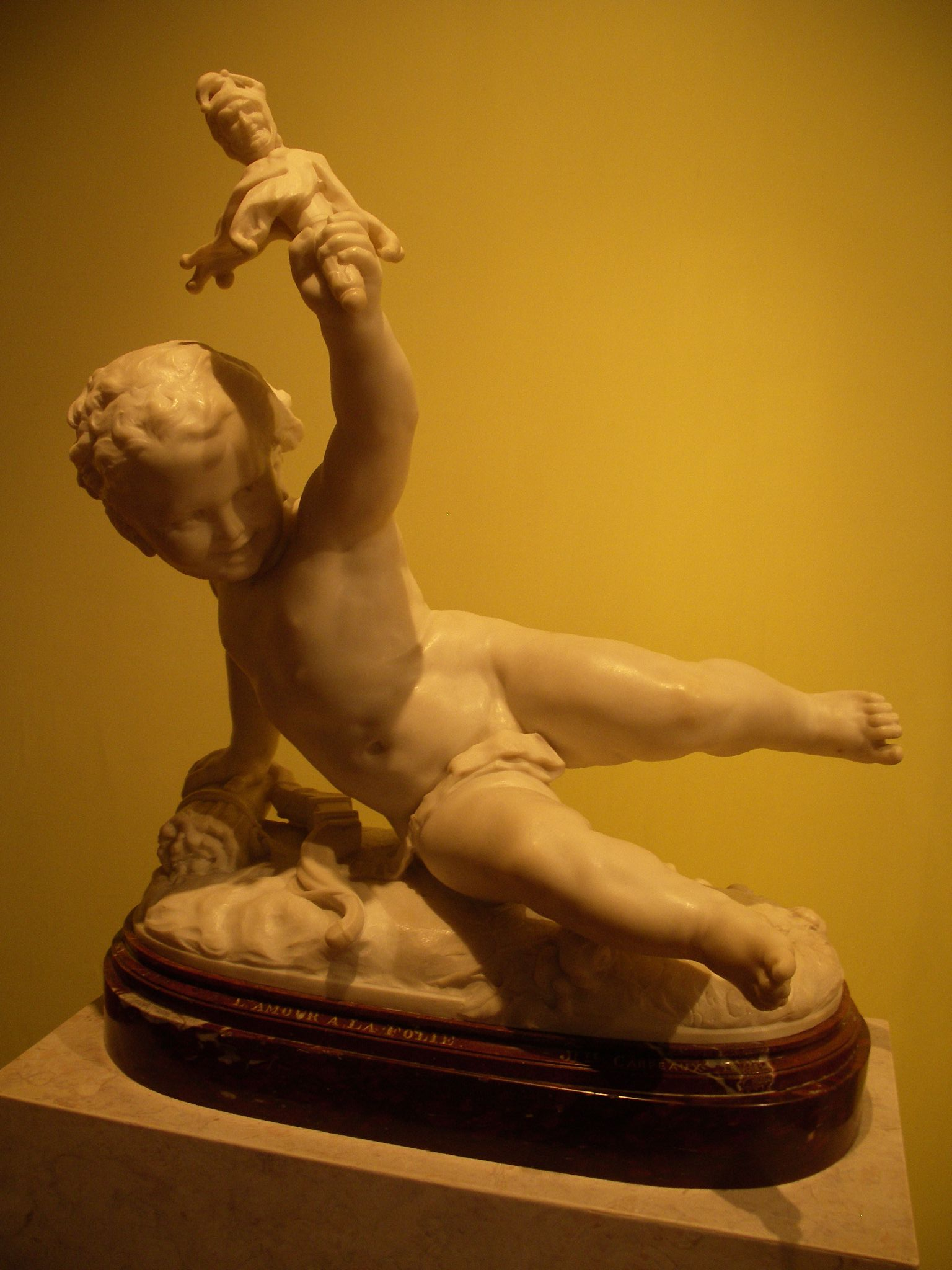
Jean-Baptiste Carpeaux, Amor
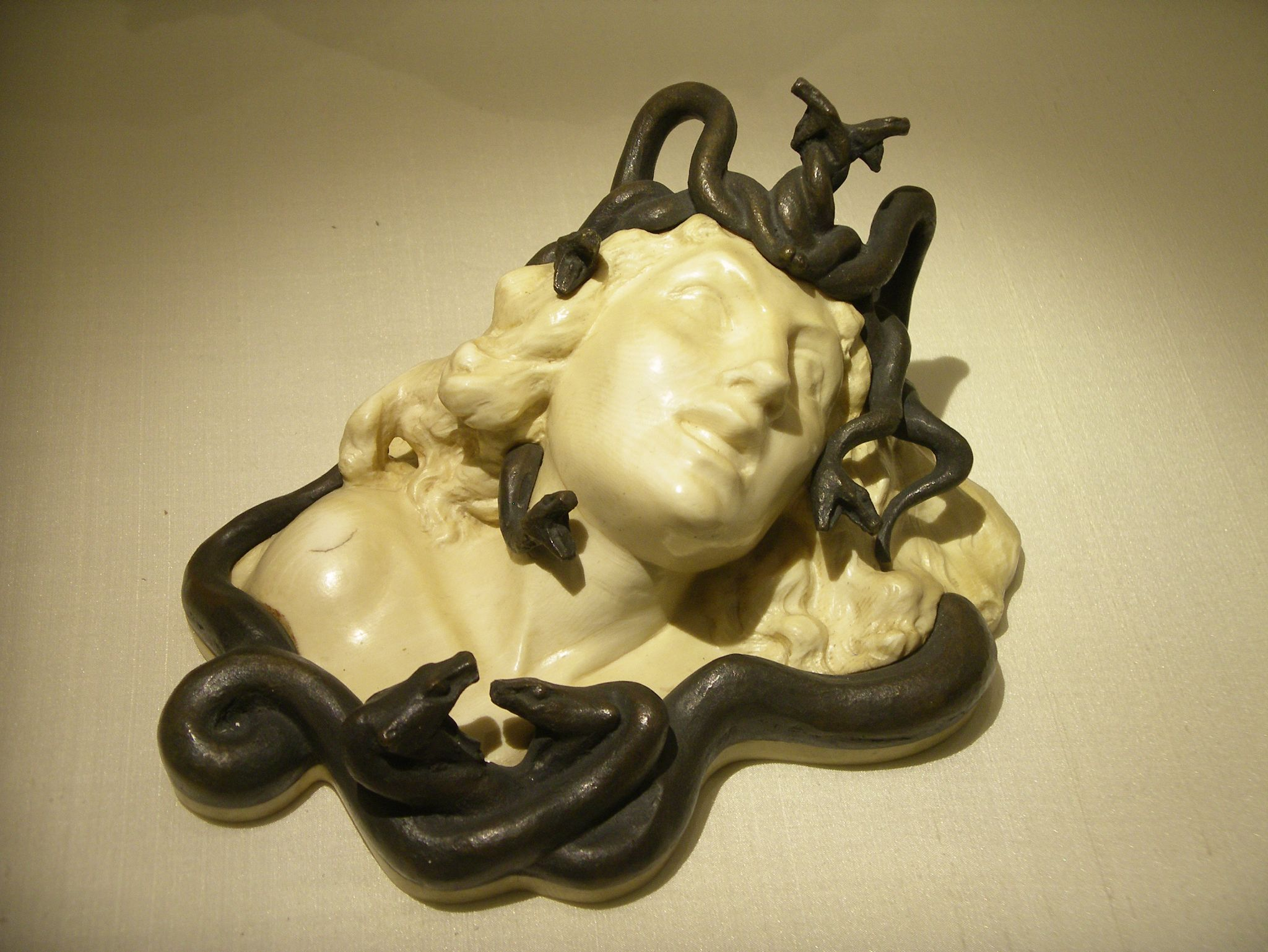
Rene Lalique, Medůza